# Jordaniidae
Die Jordaniidae sind eine artenarme Fischfamilie aus der Gruppe der Groppenverwandten, die im östlichen Nordpazifik von Baranof Island im Südosten Alaskas bis zum südlichen Kalifornien vorkommt.
Lediglich zwei Gattungen mit jeweils einer Art werden in die Familie gestellt:
- Jordania Starks, 1895.
  - Jordania zonope Starks, 1895
- Paricelinus Eigenmann & Eigenmann, 1889.
  - Paricelinus hopliticus Eigenmann & Eigenmann, 1889

## Merkmale
Die Arten der Jordaniidae erreichen Körperlängen von maximal 15 oder 20 cm. Im Vergleich zu den Groppen ist der Körperbau relativ zur Körperhöhe und Breite langgestreckt, die Afterflosse ist ebenfalls länger, wenn man sie in Bezug zur Körperlänge setzt. Die zwei Rückenflossen sind deutlich getrennt. Die weit vorn liegenden Bauchflossen werden von fünf Flossenstrahlen gestützt. Die Kiemen sind reduziert. Die Schwanzflosse ist abgerundet oder spatenförmig. Als diagnostisches Merkmal der Familie gilt das Vorhandensein der ersten Pharyngobranchiale, das ist der oberste Knochen des ersten Kiemenbogens.
Flossenformeln:
- Jordania zonope: Dorsale XVII–XIIX/15–17, Anale 22–24.[1]
- Paricelinus hopliticus: Dorsale XII–XIII/19, Anale 23.[2]

Beide Arten leben küstennah über felsigen Meeresböden und zwischen Kelp.